# Catarhoe biorrigata
Catarhoe biorrigata är en fjärilsart som beskrevs av Herrich-Schäffer 1848. Catarhoe biorrigata ingår i släktet Catarhoe och familjen mätare. Inga underarter finns listade i Catalogue of Life.